# Macrocyclops oligolasius
Macrocyclops oligolasius – gatunek widłonoga z rodziny Cyclopidae. Takson ten opisał w 1928 roku niemiecki zoolog Friedrich Kiefer, nadając mu nazwę Macrocyclops albidus oligolasius. Jako miejsce typowe autor wskazał rzekę Linjanti w pobliżu jej ujścia do Zambezi (Afryka Południowa).